# Zygodon humilis
Zygodon humilis är en bladmossart som beskrevs av George Henry Kendrick Thwaites och Mitten 1873. Zygodon humilis ingår i släktet ärgmossor, och familjen Orthotrichaceae. Inga underarter finns listade i Catalogue of Life.